# Mammillaria
Mammillaria é um gênero botânico com 172 espécies da família Cactaceae. A maioria das Mammillaria é nativa do México, mas algumas vêm do sudoeste dos Estados Unidos, Caribe, Colômbia, Venezuela, Guatemala e Honduras.
A primeira espécie foi descrita por Carl Linnaeus como Cactus mammillaris em 1753, derivando seu nome do latim mammilla, "mamilo", referindo-se aos tubérculos que estão entre as características distintivas do gênero. Numerosas espécies são comumente conhecidas como cacto globo, cacto mamilo, cacto bolo de aniversário, cacto dedal, cacto anzol ou cacto almofada de alfinetes, embora tais termos também possam ser usados para táxons relacionados, particularmente Escobaria.

## Descrição
A característica distintiva do gênero é a posse de uma aréola dividida em duas partes claramente separadas, uma ocorrendo no ápice do tubérculo, a outra em sua base. A parte do ápice é a coluna vertebral, e a parte da base é sempre sem espinhos, mas geralmente tem algumas cerdas ou lã. A parte inferior da aréola contém as flores e os frutos, e é um ponto de ramificação. O ápice da aréola não contém flores, mas em certas condições também pode funcionar como um ponto de ramificação.
As plantas são geralmente pequenas, globosas a alongadas, com caules de 1 cm a 20 cm de diâmetro e de 1 cm a 40 cm de altura, nitidamente tuberculosos, solitários a aglomerados formando montículos de até 100 cabeças e com simetria radial. Os tubérculos podem ser cônicos, cilíndricos, piramidais ou redondos. As raízes são fibrosas, carnudas ou tuberosas. As flores são em forma de funil e variam de 7 mm a 40 mm e mais em comprimento e diâmetro, de branco e esverdeado a amarelo, rosa e vermelho, frequentemente com uma faixa intermediária mais escura; os tons avermelhados são devidos aos pigmentos de betalaína, como de costume para Caryophyllales. O fruto é semelhante a uma baga, em forma de clube ou alongado, geralmente vermelho, mas às vezes branco, magenta, amarelo ou verde. Algumas espécies têm o fruto embutido no corpo da planta. As sementes são pretas ou marrons, de 1 a 3 mm de tamanho.

## Características de cultivo
Florescem em seu primeiro ano de vida, produzem frutos roxos e brilhantes que permanecem da planta por bastante tempo. O cultivo de é bastante simples: eles requerem uma posição ensolarada e irrigação distante. É melhor protegê-los do sol forte nos dias mais quentes de verão. No inverno, eles precisam de um período de descanso com temperaturas entre 10 e 15 ºC. Eles suportam temperaturas ainda mais baixas (embora não inferiores a 4 ºC) se forem mantidos secos. Poe acima de 15 ºC você tem que regá-los de vez em quando. A multiplicação é feita por sementes ou por divisão dos rebentos que se formam na base da planta. É preciso defendê-los das infestações do ácaro vermelho.

## Sinonímia
| - Bartschella Britton & Rose - Cactus L. - Chilita Orcutt - Cochemiea (K.Brandegee) Walton - Dolichothele (K.Schum.) Britton & Rose - Ebnerella Buxb. - Haagea Fric - Krainzia Backeb. - Lactomammillaria Fric - Leptocladia Buxb. - Leptocladodia Buxb. | - Mamillaria F.Rchb. - Mamillopsis (E.Morren) F.A.C.Weber ex Britton & Rose - Mammariella Shafer - Mammilaria Torr. & A.Gray - Neomammillaria Britton & Rose - Oehmea Buxb. - Phellosperma Britton & Rose - Porfiria Boed. - Pseudomammillaria Buxb. - Solisia Britton & Rose |

### Espécies

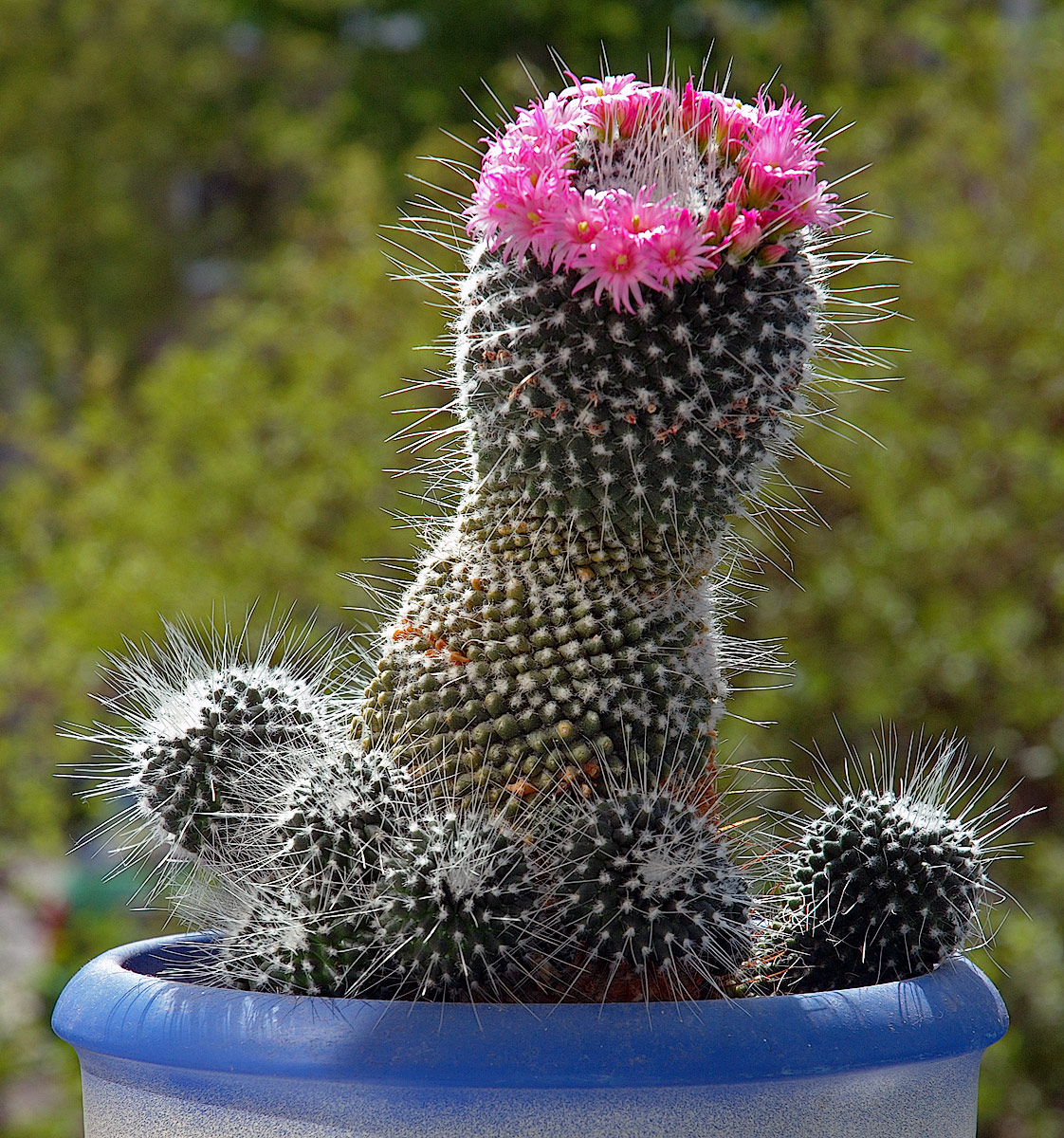
Mammillaria spinosissima

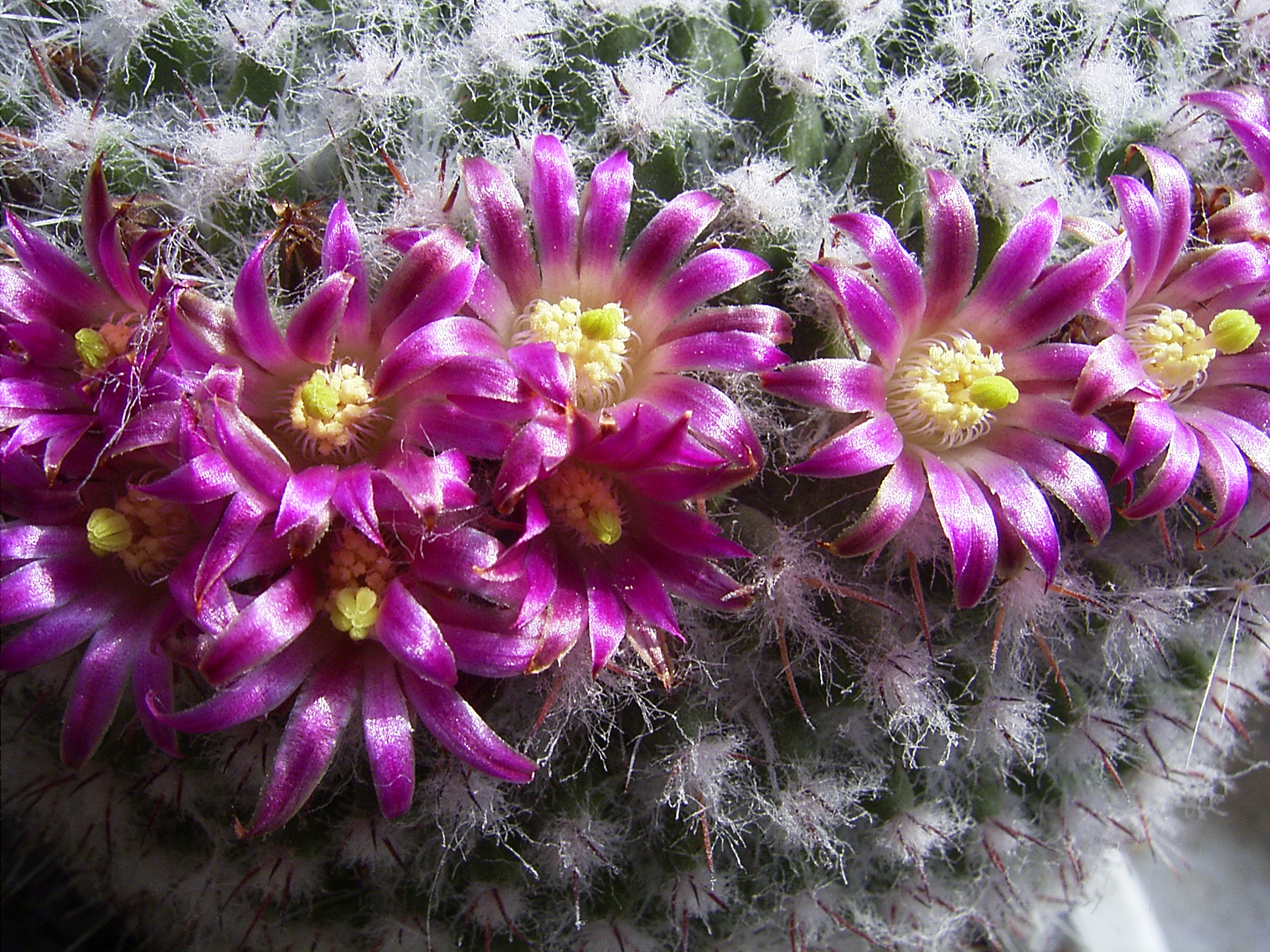
Mammillaria florida

172 espécies conhecidas, incluindo:
| - Mammillaria albicoma - Mammillaria albilanata - Mammillaria angelensis - Mammillaria backegergiana - Mammillaria blossfeldiana - Mammillaria bocasana - Mammillaria bombycina - Mammillaria boolii - Mammillaria carmenae - Mammillaria candida - Mammillaria celsiana - Mammillaria columbiana - Mammillaria compressa - Mammillaria crinita - Mammillaria crucigera - Mammillaria decipiens - Mammillaria dioica - Mammillaria discolor - Mammillaria dixanthocentron - Mammillaria elongata - Mammillaria fraileana - Mammillaria gemnispina - Mammillaria glassii - Mammillaria glochidiata - Mammillaria grahamii - Mammillaria grusonii - Mammillaria guelzowiana - Mammillaria guerreronis | - Mammillaria haageana - Mammillaria hahniana - Mammillaria hernandezii - Mammillaria herrerae - Mammillaria huitzilopochtli - Mammillaria humboldtii - Mammillaria johnstonii - Mammillaria karwinskiana - Mammillaria klissingiana - Mammillaria krameri - Mammillaria lauii - Mammillaria lenta - Mammillaria longiflora - Mammillaria longimamma - Mammillaria magnifica - Mammillaria magnihahha - Mammillaria magnimamma - Mammillaria marksiana - Mammillaria matudae - Mammillaria melaleuca - Mammillaria melanocentra - Mammillaria mercadensis - Mammillaria microhelia - Mammillaria muehlenpfordtii - Mammillaria multidigitata - Mammillaria mystax - Mammillaria nivosa - Mammillaria nunezii | - Mammillaria parkinsonii - Mammillaria perbella - Mammillaria perezdelarosae - Mammillaria petrophila - Mammillaria petterssonii - Mammillaria plumosa - Mammillaria polythele - Mammillaria rekoi - Mammillaria rhodantha - Mammillaria saboae - Mammillaria sanchez-mejoradae - Mammillaria sartorii - Mammillaria schiedeana - Mammillaria schumannii - Mammillaria sempervivi - Mammillaria sonorensis - Mammillaria spinosissima - Mammillaria standleyi - Mammillaria supertexta - Mammillaria surculosa - Mammillaria tetrancistra - Mammillaria theresae - Mammillaria uncinata - Mammillaria vetula - Mammillaria voburnensis - Mammillaria winterae |